# Ctenotus hebetior
Ctenotus hebetior es una especie de lagarto del género Ctenotus, familia Scincidae, orden Squamata. Su masa corporal es de aproximadamente 4,17 g.

## Distribución y hábitat
Se distribuye por Australia, en Territorio del Norte y Queensland. Habita en la ecorregión de la sabana tropical de Carpentaria.

## Taxonomía
Fue descrita por Storr en 1978.
Tratamiento taxonómico
La especie aparece registrada y publicada en Notes on the Ctenotus (Lacertilia, Scincidae) of Queensland. Rec. West. Aust. Mus. 6 (3): 319-332.